# Johannes samrealskola och kommunala gymnasium
Johannes samrealskola och kommunala gymnasium var ett läroverk i Malmö verksamt från 1910 till 1968. 

## Historia
Skolan har sitt ursprung i Malmö Borgarskola som bildades 1874. Vid denna fanns en fyraårig teoretisk utbildning, vilken motsvarade realexamen. Denna utbildning utbröts ur Malmö Borgarskola och blev 1910 Kommunala Mellanskolan i Malmö. Skolan ombildades 1947 till samrealskola med namnet Johannes Samrealskola i Malmö  och hade från 1958 ett kommunalt gymnasium .
I samband med kommunaliseringen 1966 ändrades skolans namn redan 1965 till Johannes kommunala gymnasium och 1967 till  Pildammsskolan. Studentexamen gavs från 1962 till 1968 och realexamen från 1910 till 1965.
Skolbyggnaden vid nuvarande Rådmansgatan uppfördes efter ritningar av arkitekten Salomon Sörensen och invigdes 1924. Pildammsskolan upphörde 2000 och lokalerna övertogs av bland annat Öresundsgymnasiet, varefter all skolverksamhet flyttades därifrån 2006. Idag heter skolan Rådmansvångens skola. 